# Fresno Grizzlies
Fresno Grizzlies är en professionell basebollklubb som spelar i California League, en farmarliga inom Single-A under Major League Baseball (MLB). Klubben är hemmahörande i Fresno i Kalifornien i USA.
Moderklubb är sedan 2021 Colorado Rockies.

## Historia

### San Francisco Seals
Klubben grundades 1903 i San Francisco i Kalifornien och fick namnet San Francisco Seals. Klubben var en av de sex ursprungliga klubbarna i Pacific Coast League.
Det milda klimatet på USA:s västkust gjorde att man i Pacific Coast League kunde spela längre säsonger än i andra ligor. Det var inte ovanligt med mer än 200 matcher per säsong i början av 1900-talet. 1905 satte San Francisco Seals rekord för ligan genom att spela 230 matcher.
Efter jordbävningen i San Francisco 1906 slutförde klubben den säsongen i närbelägna Oakland. Klubben spelade även säsongen 1914 i Oakland.
Den senare så berömde spelaren Joe DiMaggio gjorde sin professionella debut i San Francisco Seals 1932.
1943-1946 vann klubben ligan fyra år i rad.

### Phoenix Giants
När MLB-klubben New York Giants flyttade till San Francisco 1958 kunde inte San Francisco Seals vara kvar, utan klubben flyttades till Phoenix i Arizona och bytte namn till Phoenix Giants.
Klubben vann ligan första säsongen man spelade i Phoenix.

### Tacoma Giants
1960, efter bara två säsonger i Phoenix, flyttades klubben till Tacoma i delstaten Washington och bytte namn till Tacoma Giants.

### Phoenix Giants igen/Firebirds
1966 flyttades klubben tillbaka till Phoenix och återtog sitt gamla namn.
1986 bytte klubben namn till Phoenix Firebirds.

### Fresno Grizzlies
När Major League Baseball utvidgades 1998 placerades en klubb, Arizona Diamondbacks, i Phoenix. Detta innebar att Phoenix Firebirds måste flytta. Ny adress blev Fresno och man bytte namn till Fresno Grizzlies.

## Hemmaarena
Hemmaarena är sedan 2002 Chukchansi Park. Dessförinnan spelade man i Pete Beiden Field.
I San Francisco spelade man i två arenor med namnet Recreation Park (den första förstördes i jordbävningen 1906) och Seals Stadium, i Oakland i Freeman's Park och Oaks Park, i Phoenix i Phoenix Municipal Stadium och Scottsdale Stadium och i Tacoma i Cheney Stadium.